# Arystotelizm
Arystotelizm – grupa doktryn filozoficznych związanych z twórczością Arystotelesa. Oprócz jego własnych poglądów termin ten może oznaczać:
- filozofię jego kontynuatorów, zwanych perypatetykami, traktujących jego teksty jako punkt wyjścia czy teksty autorytatywne; tak definiowany arystotelizm to pewna szkoła oraz nurt;
- filozofie nawiązujące do Arystotelesa, rozwijające twórczo jego myśl.

Arystotelizm rozwijany po starożytności jest znany jako neoarystotelizm. Tradycja ta wywarła wpływ nie tylko na filozofię, lecz także teologię – np. tomizm – czy nauki przyrodnicze przez nowożytną filozofię przyrody.

## Filozofia Arystotelesa
Twórcą Arystotelizmu był Arystoteles ze Stagiry. Był uczniem Platona w jego Akademii, ale odszedł z niej, i ok. 335-334 r.p.n.e. założył własną szkołę: Lykeion. Szkoła ta od początku dysponowała własną biblioteką i jednym z jej zadań były szerokie, systematyczne badania oraz gromadzenie całej dostępnej wiedzy i dzieł innych filozofów. Od sposobu prowadzenia dyskusji podczas spacerowania zwolenników arystotelizmu nazywano perypatetykami, a szkołę Perypatem.
Filozofia Arystotelesa była kompletnym systemem filozoficznym, syntetyzującym wiedzę z obszaru logiki, retoryki, metafizyki, etyki, polityki i filozofii przyrody. Jej wpływ na rozwój starożytnej i zachodniej umysłowości był ogromny. W potocznych ujęciach, filozofia Arystotelesa przeciwstawiana była Platońskiemu idealizmowi. Wskazuje się na jej bardziej naturalistyczny i empiryczny charakter, o czym świadczyć mają liczne pisma przyrodnicze Stagiryty, będące podstawą nauk aż do czasów nowożytnych. Pogląd taki jest jednak zbytnim uproszczeniem, a w filozofii Arystotelesa bardzo dużą rolę odgrywały kwestie logiczne i metafizyczne.

## Rozwój arystotelizmu

### Starożytność
Pierwszym dyrektorem szkoły po śmierci Arystotelesa został Teofrast z Eresos, Był on postacią znaczącą, starającą się kontynuować badania wytyczone przez mistrza, w zaproponowany przez niego, usystematyzowany sposób. Już jednak za kolejnego dyrektora, Stratona z Lampsaku szkoła skoncentrowała się na empirycznej stronie filozofii Arystotelesa. Metafizyczne
i spekulatywne utwory Stagiryty (tzw. teksty ezoteryczne) wskutek zbiegu okoliczności, zostały wywiezione poza szkołę i przez kolejne dwa stulecia (przez całą epokę hellenistyczną) były niedostępne uczniom Liceum, tematyka ta uległa wśród nich zapomnieniu, a sama szkoła podupadła.
Odnowienie arystotelizmu wiązało się z ponownym odkryciem pism ezoterycznych, uporządkowaniem ich i publikacją przez Andronikosa z Rodos
. To ta edycja ustaliła znany do dziś porządek i podział Corpus Aristotelicum.
Zainteresowanie pismami Arystotelesa powróciło po raz kolejny w późnej starożytności. Komentarz i interpretacja Aleksandra z Afrodyzji wyznaczyła na kolejne stulecia kształt arystotelizmu w Bizancjum. Arystoteles wraz z Platonem byli uznawani za głównych filozofów pogańskich, przeciwstawianych myślicielom chrześcijańskim. Recepcja Arystotelesa dotyczyła przede wszystkim jego pism logicznych.
W VI w. Boecjusz przetłumaczył Organon na łacinę. Dzieło to stało się jednym z najważniejszych tekstów filozoficznych średniowiecza. Wraz kolejnymi pracami Arystotelesa, przekazanymi poprzez uczonych żydowskich, muzułmańskich i bizantyńskich, schrystianizowany arystotelizm stał się podstawą filozofii średniowiecznej

### Średniowiecze

#### Bizancjum
W XI i XII wieku nastąpiła szersza recepcja Arystotelesa, wychodząca poza tematykę logiczną. Dzięki komentarzowi do Etyki nikomachejskiej Eustracjusza z Nicei rozwinęło się zainteresowanie jego filozofią praktyczną. Po upadku Konstantynopola w 1204 rozpoczął się okres kontaktów intelektualnych pomiędzy Bizancjum i łacińskim Zachodem, a jej przedmiotem były w dużej mierze pisma Arystotelesa i jego greckich komentatorów.

#### Arystotelizm muzułmański

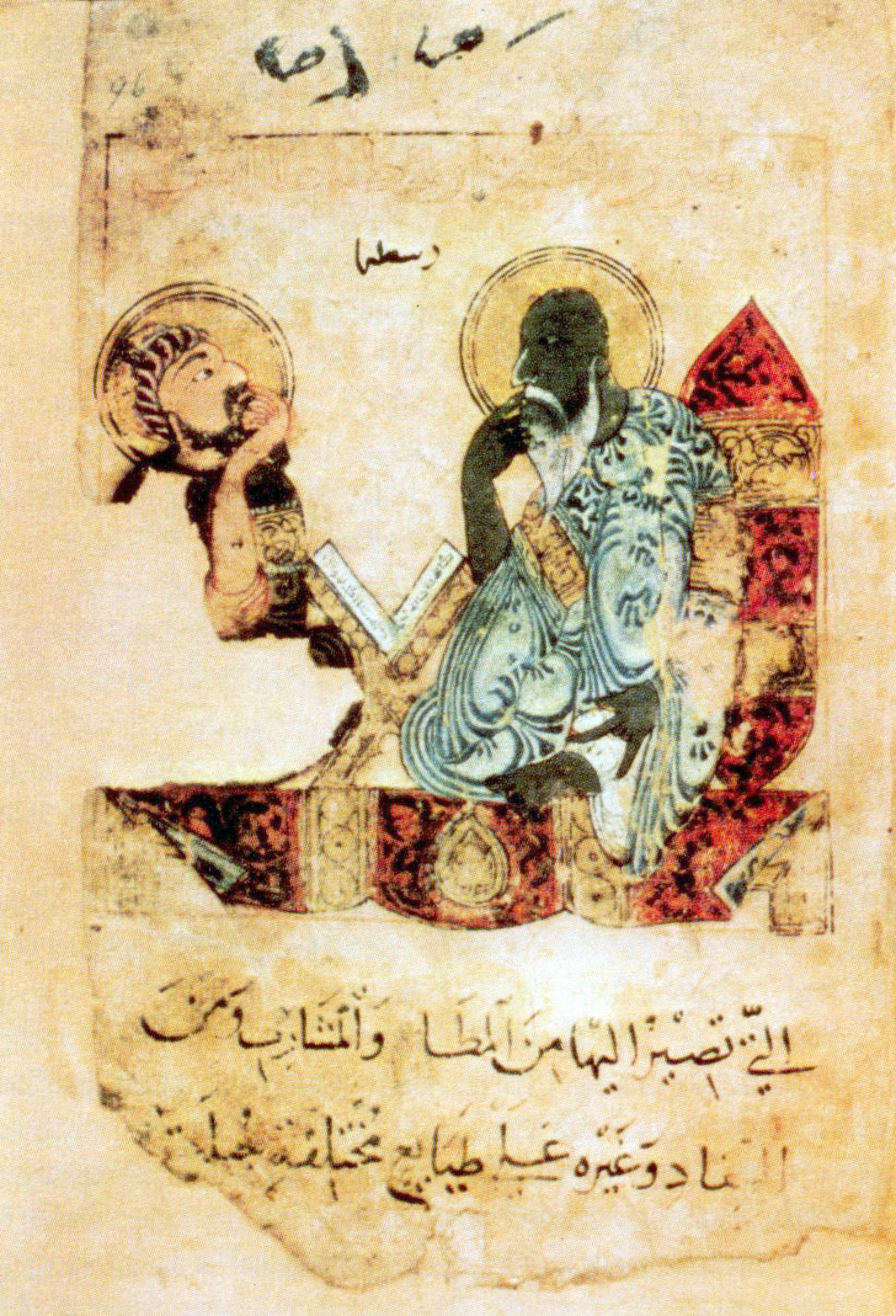
Arystoteles i uczeń (ok. 1220 r.)

Do IX w. cały corpus aristotelicum, wraz z licznymi greckimi komentarzami został przetłumaczony na język arabski. Recepcja arystotelizmu była głęboka i wielotorowa. Arystotelizm stanowił podstawę arabskich nauk przyrodniczych, uzupełnioną następnie o pisma Galena, Hipokratesa, Euklidesa czy Ptolemeusza. Uczeni arabscy komentowali wszystkie gałęzie arystotelizmu (logikę, filozofię przyrody, metafizykę i etykę). Napisali liczne komentarze, które miały w późniejszym okresie duż znaczenie dla rozwoju arystotelizmu żydowskiego i łacińskiego. Podobnie jak wśród myślicieli chrześcijańskich, pojawił się problem uzgodnienia treści religijnych i opartej na nich teologii (kalam) z pracami Arystotelesa i innych starożytnych autorów.
Zadanie to zostało podjęte przez autorów arabskich i perskich, z których najsłynniejsi byli Al-Farabi, Awicenna, Al-Ghazali i Awerroes.

#### Arystotelizm żydowski
Recepcja arystotelizmu do myśli żydowskiej nastąpiła później, w większości za pośrednictwem arabskim. Najsłynniejszym komentatorem żydowskim był Mojżesz Majmonides, podejmujący problem zgodności wiary religijnej z naukami filozoficznymi. Pomimo ogromnego autorytetu, który cieszył się Majmonides, od wieku XIV narastała krytyka arystotelizmu w myśli żydowskiej.

#### Łaciński Zachód

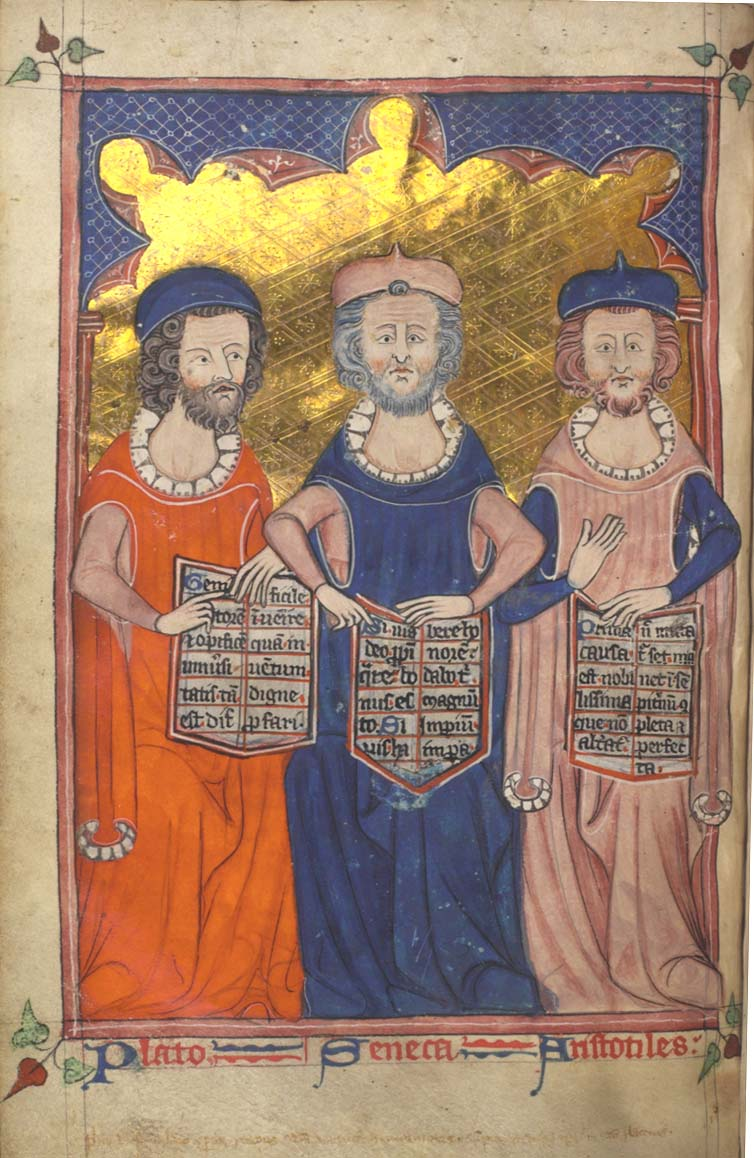
Platon, Seneka, Arystoteles: trzech najważniejszych filozofów starożytnych w średniowieczu (iluminacja manuskryptu z ok. 1325-1335).

Pisma Arystotelesa i jego starożytnych komentatorów stały się dostępne dla łacińskiego Zachodu w kilku fazach: dwie nastąpiły w średniowieczu, a kolejna w renesansie.
Tłumaczenie na łacinę jego pism logicznych w V w.n.e. przez Boecjusza jest jedną z umownych dat początku łacińskiej filozofii średniowiecznej. Znaczenie Arystotelesa na filozofię i teologię wczesnego średniowiecza było jednak stosunkowo małe.
W trakcie renesansu XII wieku przetłumaczono stopniowo na łacinę pozostałą część Corpus Aristotelicum. Teksty te stały się przedmiotem intensywnych studiów i komentarzy filozofów scholastycznych. Podobnie jak w przypadku uczonych muzułmańskich i żydowskich, zasadniczym problemem było ustalenie zgodności i rozbieżności między chrześcijańskimi tekstami religijnymi, a pismami Arystotelesa. W 1204 i 1215 pisma przyrodnicze Arystotelesa zostały potępione przez synod Paryża. Nie zahamowało to jednak zainteresowania nimi. Filozofia przyrody tego okresu (Robert Grosseteste, Wilhelm z Auxerre) była w dużej mierze inspirowana Arystotelesem. W 1255 teksty Stagiryty były ponownie oficjalnie nauczane na Uniwersytecie Paryskim. Napięcia między religią a filozofią nadal jednak istniały, pogłębiane przez fakt znacznej popularności żydowskich i muzułmańskich komentarzy do Arystotelesa. Ogromnie popularne były tłumaczone na łacinę teksty Awerroesa (łaciński awerroizm). W 1277 biskup Paryża potępił 219 twierdzeń, w dużej mierze opartych na arystotelizmie (w interpretacji Awerroesa).
Napięcia te spowodowały, że zaczęto podejmować próby odróżnienia tez Arystotelesa od tego, co twierdził Awerroes i inni uczeni muzułmańscy czy żydowscy. W latach 1268–1273 Tomasz z Akwinu w swojej Sumie teologicznej stworzył systematyczny wykład całości problematyki filozoficznej w dużej mierze oparty na filozofii Arystotelesa, interpretowanego i ocenianego z punktu widzenia teologii chrześcijańskiej i krytykujące awerroizm. Dzieło to stało się w kolejnych stuleciach podstawą filozofii chrześcijańskiej (tomizm). Tym samym arystotelizm stał się podstawą filozofii średniowiecznej oraz nauk przyrodniczych.

### Wczesna nowożytność
Kolejna faza rozwoju łacińskiego arystotelizmu nastąpiła w renesansie. W 1438 do Rzymu przybył w poselstwie na sobór florencki bizantyński filozof Jerzy Gemist-Pleton. Zarzucił on uczonym łacińskim nieznajomość pism Platona, oraz błędne rozumienie pism Arystotelesa. Zwrócił uwagę na to, że idąc za Awerroesem, a potem Tomaszem z Akwinu, Zachód uznał, że teksty Stagiryty stanowią całościowy wykład doskonałej wiedzy o świecie. W reakcji na to zaczęto dążyć do odkrycia oryginalnego znaczenia tekstów starożytnych (w przypadku Arystotelesa był to np. Hermolaus Barbaro). Dokonano nowych przekładów w oparciu m.in. o teksty przekazane przez Bizantyńczyków. Arystotelizm przestał być głównym nurtem filozoficznym, a stał się jednym z wielu nurtów filozofii renesansu.
O znaczeniu Arystotelesa i arystotelików świadczyć może to, że w żadnym innym okresie nie napisano tylu komentarzy do ich pism . W stosunku do poprzedniego okresu, większe znaczenie zaczęto przywiązywać do pism Stagiryty z zakresu filozofii przyrody, a także np. Poetyki .  
Arystotelizm pozostawał obecny jako podstawowa rama teoretyczna dyskusji filozoficznych i ważne źródło inspiracji, także w rodzących się naukach empirycznych (np. medycynie). Rozwijał się w kilku nurtach, z których wyraźnie odrębne są arystotelizm świecki (w renesnnsie łączony z humanizmem) oraz różne formy arystotelizmu religijnego.
Świeckich filozofów, którzy jednoznacznie deklarowali się jako arystotelicy było niewielu, znacznie częściej uznawali się oni za przedstawicieli kierunków wywodzących się z arystotelizmu, np. tomistów czy awerroistów. We Włoszech arystotelizm podzielił się na dwa nurty. Pierwszy z nich, awerroizm, rozwijany był w Padwie przez takich filozofów jak Paweł z Wenecji, Alessandro Achillini, Eliasz del Medigo, Nicoletto Vernia i Agostino Nifo. Drugi nurt arystotelizmu związany był z naukami Aleksandra z Afrodyzji i jego głównym ośrodkiem była Bolonia. Do grona aleksandrystów zalicza się Pietra Pomponazziego, Jacopo Zabarellę czy nauczający w Pizie Szymon Porta. Marsilio Ficino zarzucał zarówno aleksandrystom, jak i awerroistom, że likwidują wiarę i bluźnią Bogu.
W ramach katolicyzmu rozwija się (od XV w.) nowożytny "chrześcijański arystotelizm". Papież Mikołaja V uznawał go za wiodącą doktrynę filozoficzną Kościoła katolickiego, mającą zapewnić spójność świata chrześcijańskiego. Przyjmował on kilka form (szkół arystotelesowskich), z których najważniejszą był tomizm, wiązany z zakonem dominikanów. Obok niego istotne były franciszkański skotyzm, oraz jezuicki suarezjanizm . Pisma Arystotelesa były wspólnym elementem tych nurtów, nazywanych łącznie drugą scholastyką.
Mniejsze znaczenie arystotelizm miał dla filozofów protestanckich. Odwołania dla arystotelizmu humanistycznego można znaleźć w pismach Filipa MElanchtona. Do arystotelików luterańskich zalicza się też Georga Calixta, Jacoba Martiniego, Corneliusa Martiniego czy Christopha Scheiblera. Wpływy arystotelizmu obecne są także wśród teologów i filozofów kalwińskich: Bartholomewa Keckermanna, Clemensa Timplera, Johanna Heinricha Alsteda czy Rudolpha Gocleniusa. W XVII w. protestancki arystotelizm stopniowo wygasał.
Od czasu renesansu filozofia zaczęła być uprawiana w językach wernakularnych. Tym samym łacina, podstawa filozofii przez całe średniowiecze, przestała być elementem jednoczącym. Pisma i pojęcia filozoficzne Arystotelesa zaczęły być przekładane na języki etniczne, stając się podstawą lokalnych kultur filozoficznych. tłumaczem Arystotelesa na język polski był Andrzej Glaber z Kobylina. W 1535 wydał on Gadki o składności członków człowieczych z Arystotelesa i też inszych mędrców wybrane, zawierające fragmenty pism medycznych Stagiryty. Przyswojenie językowi polskiemu pism filozoficznych Arystotelesa jest zasługą Sebastiana Petrycego, który na przełomie XVI i XVII wieku przełożył i opatrzył komentarzem Etykę, Politykę i Ekonomikę.

### Współczesność
W XIX w. arystotelizm był obecny przede wszystkim w postaci katolickiej neoscholatyki. Dla myślicieli katolickich był on obroną i odpowiedzią przed nowymi, oświeceniowymi prądami myślowymi. Kolejni papieże ustanawiali neoscholastycyzm jako oficjalną doktrynę filozoficzną nauczaną w seminariach (encyklika Aeterni Patris z 1879 Leona XIII). Tomizm był podstawową filozofią zakonów dominikanów, odnowionych jezuitów i (częśćiowo) franciszkanów.
Niezależnie od tych nurtów filozofii religijnej, zaczęło wzrastać zainteresowanie Arystotelesem ze strony uczonych akademickich. Odnowienie badań nad tekstami Stagiryty i tradycją arystotelejską stało się źródłem późniejszego odrodzenia świeckiego arystotelizmu w filozofii. W latach 1831–1870 Berlińsko-Brandenburska Akademia Nauk opublikowała wszystkie dzieła Arystotelesa, a w latach 1882–1909 Commentaria in Aristotelem graeca. Od 1939 Union Académique Internationale publikuje serię Aristoteles latinus (edycja średniowiecznych łacińskich tłumaczeń dzieł Stagiryty i łacińskich tłumaczeń greckich komentarzy).
W XX wieku arystotelizm stał się znaczącym stanowiskiem w etyce i filozofii politycznej. W 1958 Elizabeth Anscombe opublikowała wpływowy artykuł Modern Moral Philosophy, w którym krytycznie oceniła ówczesne teorie etyczne. Zwróciła uwagę na zapomniany nurt etyki cnót (aretaicznej), której głównym przedstawicielem był Arystoteles. Kwestie te zostały podjęte przez kolejnych badaczy, a etyka cnót stała się jednym z istotnych nurtów współczesnej refleksji moralnej. Obok Anscombe, głównym przedstawicielem neoarystotelizmu etycznego jest Alasdair MacIntyre, krytykujący niespójność współczesnego języka moralnego i przeciwstawiający mu starożytną jedność życia jednostki zakorzenionej we wspólnocie i etyki cnót moralnych. W filozofii politycznej arystotelejski charakter mają komunitaryzm MacIntyre'a, liberalna myśl Marthy Nussbaum czy konserwatyzm Leo Straussa.